# Pentatonik
Als Pentatonik (griechisch πεντα- penta-, deutsch ‚Fünf-‘) oder Fünfton-Musik bezeichnet man Tonleitern und Tonsysteme, die aus fünf verschiedenen Tönen bestehen. Man unterscheidet anhemitonische Fünftonskalen, die keine Halbtonschritte enthalten und hemitonische Fünftonskalen, die Halbton-Schritte enthalten.
Skalen aus fünf Tönen kennzeichnen seit etwa 3000 v. Chr. – vermutlich ausgehend von Mesopotamien – die Musik vieler indigener Völker Asiens, Afrikas, Amerikas und des frühen Europas. Sie gelten auch als Vorläufer der aus Griechenland stammenden europäischen Heptatonik.

## Anhemitonische Pentatonik
Anhemitonische Skalen enthalten keine Halbtonschritte. Ihre Tonfolge aufwärts entspricht den Tönen C, D, E, G, A einer C-Dur-Skala, also den Intervallen Ganzton, Ganzton, kleine Terz, Ganzton. Es fehlen die beiden Halbtonschritte E zu F und H zu C, so dass keine kleinen Sekunden, Tritoni oder großen Septimen vorkommen. Damit entfällt jede Leitton-Wirkung in der Skalenmelodik. Da jeder Skalenton mit jedem harmoniert, wird ihr Gesamtklang für das Ohr leicht greifbar, wobei ihr tonales Zentrum jedoch mehrdeutig ist.
Diese Skala wurde in China bereits vor Jahrhunderten aus der Schichtung von vier Quinten abgeleitet, deren Töne in denselben Oktavraum transponiert wurden. Sie wurde auf zwölf verschiedenen Tonhöhen im Halbtonabstand gebildet. Zu jeder der zwölf Grundton-Stufen gehören je fünf Modi (Umkehrungen der Tonfolge), so dass sich insgesamt 60 verschiedene pentatonische Skalen ergeben (siehe Chinesische Tonleitern).
|                     | Auf den Stammtönen                         | von C aus                                     |
| ------------------- | ------------------------------------------ | --------------------------------------------- |
| 1 (Dur-Pentatonik)  | \new Staff { \relative c' { c1 d e g a} }  |                                               |
| 2                   | \new Staff { \relative c' { d1 e g a c} }  | \new Staff { \relative c' {c1 d f g bes} }    |
| 3                   | \new Staff { \relative c' { e1 g a c d} }  | \new Staff { \relative c' {c1 es f aes bes} } |
| 4                   | \new Staff { \relative c'' { g1 a c d e} } | \new Staff { \relative c' {c1 d f g a} }      |
| 5 (Moll-Pentatonik) | \new Staff { \relative c'' { a1 c d e g} } | \new Staff { \relative c' {c1 es f g bes} }   |

Diese Modi werden in europäischer Tonalität in das Dur-Moll-Tonsystem integriert. Dabei betrachtet die klassische Harmonielehre die Dur-Pentatonik (Zeile 1) als Ausgangspunkt, die Moll-Pentatonik (Zeile 5) als davon abgeleitete Parallele, die mit dem fünften Ton der Dur-Version bzw. eine kleine Terz unter deren Grundton beginnt. Die übrigen Umkehrungen dieser fünf Töne (Zeilen 2–4) werden nicht als gleichwertige Modi betrachtet.
Die folgende Grafik ordnet die Tonstufen einer pentatonischen Skala in eine chromatische Tonleiter ein und veranschaulicht so ihre Intervallstruktur. Jedes Kästchen steht für eine der insgesamt zwölf Tonstufen, die in Halbtonschritten aufeinander folgen. Die markierten und nummerierten Töne gehören zum Dur-Modus (linker Kästchenturm) oder Moll-Modus (rechter Kästchenturm) der pentatonischen Skala.
|  |  |

## Hemitonische Pentatonik
Die hemitonische Pentatonik enthält als wesentliches Merkmal Halbtonschritte. Beispiele:
| Fünftonsystem           | Töne den Tonstufen entsprechend |
| ----------------------- | --- |
| Isländische Zwiegesänge | E {\displaystyle _{\lor }} F ⎵⎵ A ⎵ H {\displaystyle _{\lor }} C                                                                                        |
| Japanische Pentatonik   | aufsteigend: C {\displaystyle _{\lor }} Des ⎵ F ⎵ G ⏝ B absteigend: C ⏝ As {\displaystyle _{\lor }} G ⎵ F ⎵ Des (jeweils einer auf C aufbauenden Skala) |
| Indische Pentatonik     | C ⎵⎵ E {\displaystyle _{\lor }} F ⎵ G ⏝ B (einer auf C aufbauenden Skala)                                                                               |
| Javanischer Slendro     | |
| Indonesischer Pélog     | ~ C {\displaystyle _{\lor }} Des ⎵ Es ⎵⎵ G {\displaystyle _{\lor }} As                                                                                  |

Dabei bedeutet {\displaystyle _{\lor }} Halbtonschritt, ⎵ Ganztonschritt, ⏝ Anderthalbtonschritt, ⎵⎵ Zweitonschritt.

## Rolle in Musikbereichen

### Kinderlieder
Viele Kinderlieder basieren auf der Pentatonik.
Die einfachsten davon bestehen aus einer Zweiton-Formel, der sogenannten Kuckucks- oder Rufterz, zum Beispiel Kuckuck, Eierschluck.
Dreiton-Formeln enthalten zusätzlich die Sekunde über der Rufterz, etwa der Anfang von Backe, backe, Kuchen
und Laterne, Laterne, Sonne, Mond und Sterne
sowie dessen Schluss ... nur meine liebe Laterne nicht.
Beide Lieder enthalten zudem den Grundton der Dur-Pentatonik, mit dem sich Quintsprünge und Dreiklänge bilden lassen: Der Bäcker hat gerufen
und bren-ne auf mein Licht....
Fünfton-Formeln enthalten alle fünf Töne einer Pentatonik, etwa Old Mac Donald had a farm, hea hea ho!.
Ein weiteres Beispiel ist die bekannte, sehr alte Spottmelodie Nee nee nee nee nee nee.
Die Werbung nutzt die Eingängigkeit und leichte Merkbarkeit pentatonischer Melodien, die Kinderliedern nachempfunden sind: etwa Haribo macht Kinder froh und Erwachsene ebenso.
Auch ansonsten diatonische Kinder- und Volkslieder enthalten oft pentatonische Teile oder Phrasen, etwa der A-Teil von Oh! Susanna.
Darum nehmen manche Musikhistoriker an, dass Pentatonik die Keimzelle melodischer Musik überhaupt war.

### Musikpädagogik
Auf der Einfachheit und Kindgemäßheit pentatonischer Musik fußen verschiedene Entwürfe und Methoden der Musikpädagogik.
In der seit 1919 entstandenen anthroposophischen Waldorfpädagogik spielt eigenes pentatonisches Liedgut und Instrumentarium (etwa Choroiflöten und Kinderharfen) in Kindergarten und Schule eine Rolle. Charakteristisch ist dabei eine die Oktave transzendierende pentatonische Skala d1–e1–g1–a1–h1–d2–e2, als doppelter Quintraum um einen Zentralton a1, weshalb in der Waldorf-Musikpädagogik häufig der Begriff „Quintenstimmung“ verwendet wird.
Carl Orff entwickelte im 20. Jahrhundert ein eigenes Instrumentarium für Kinder zur pentatonischen Improvisation und entsprechendes Repertoire: darunter das Spielbuch für Xylophon. Daran anknüpfend entwickelte die Belgierin Lucy Gelber in den 1970er Jahren ein entsprechendes System. In einer groß angelegten Studie kam sie zu dem Schluss, dass sich Intervallverständnisse in Kindern „kristallisieren“. Sie könnten zuerst Grundtöne, dann Quinten, dann große Sekunden identifizieren und intonieren. Nach und nach entwickle sich das kindliche Melodieempfinden bis zur Dur-Pentatonik.

Klaviatur von Tasteninstrumenten

 Je eine Zweier- und Dreiergruppe der schwarzen Tasten einer Klaviatur bilden zusammen eine pentatonische Skala. Manche Klavierschulen, so die von Peter Heilbut, beginnen mit Improvisationsaufgaben nur auf schwarzen Tasten, um Anfängern leichten spielerischen Zugang dazu und ein einfaches Melodieverständnis zu vermitteln.
Pentatonik wird auch in der Musiktherapie verwendet.

### Volksmusik
Pentatonik ist in Gesang, Liedgut und Intonation von Musikinstrumenten vieler Völker Afrikas, Amerikas, Asiens und Europas anzutreffen, darunter:
- westafrikanische Stämme,
- nordamerikanische Indianer, z. B. die der Appalachen, Blackfoots u. a.
- Albanien und Balkan,
- Äthiopien
- Bali,
- Bretagne,
- China,
- Epirus in Griechenland,
- Völker der Hohen Tatra,
- Indien,
- Indonesien,
- Japan,
- Java (Slendro, s. o.),
- Karibische Inseln,
- Kelten,
- Korea,
- Magyaren,
- Mongolei,
- Pyrenäen,
- Samen,
- Süd-Ägypten  (Ägypten)
- Südmarokko
- Sudan
- Somalia
- Tansania (Gogo)
- Vietnam

und viele andere.
Pentatonisch gestimmte Instrumente sind ebenfalls sehr verbreitet, etwa:
- äthiopische Krar
- finnische Kantele
- griechische Kithara
- indonesischer Gamelan
- japanische Shakuhachi
- philippinischer Kulintang
- schottischer Dudelsack

### Europäische Kunstmusik
In der europäischen Kunstmusik wurde Pentatonik lange Zeit nicht eigens thematisiert, sondern als integraler Bestandteil der traditionellen heptatonischen Kirchentonarten betrachtet und verwendet. Sie beeinflusste manche alte Choralmelodien, trat seit der Durchsetzung der Dur-Moll-Tonalität jedoch weitgehend zurück.
Erst im Zuge des neu erwachten Interesses an Volksmusiken, außereuropäischer und archaischer Musik im Zeitalter der Romantik wurde Pentatonik als eigenes Tonmaterial mit besonderer Klangcharakteristik beachtet. Komponisten übernahmen oder imitierten pentatonische Themen aus der Volksmusik ihrer Nation oder fremder Völker. Beispiele sind:
- das Kopfmotiv der Morgenstimmung aus der Peer-Gynt-Suite von Edvard Grieg,
- das Thema des Largo-Satzes aus der Sinfonie Nr. 9 („Aus der Neuen Welt“) und das Streichquartett Nr. 12 von Antonín Dvořák.

Anderen diente die Pentatonik als Klangeffekt zur Ergänzung, Verfremdung oder Bereicherung einer ansonsten dur-moll-tonalen Harmonik, zum Beispiel in:
- Au bord d’une source von Franz Liszt,
- Etude op. 10 Nr. 5 in Ges-Dur von Frédéric Chopin, deren Melodik der rechten Hand ausschließlich auf schwarzen Klaviertasten gespielt wird,
- Madam Butterfly und Turandot von Giacomo Puccini.

Im sogenannten Impressionismus und bei manchen Komponisten des 20. Jahrhunderts wird Pentatonik dann auch als eigene Form von Tonalität beachtet, die ganze Stücke oder Werkpassagen bestimmt. Beispiele:
- Arabesque Nr. 1 von Claude Debussy. Dieser hatte javanische und balinesische Gamelanmusik 1889 auf der Weltausstellung in Paris kennengelernt.
- Passacaille, dritter Satz des Pianotrios, Satz Laideronnette aus Ma Mère l’Oye von Maurice Ravel,
- Der wunderbare Mandarin und einige Stücke im Mikrokosmos von Béla Bartók,
- Economia de Tahuantinsuyu, zweites Werk des Lateinamerikazyklus von Susanne Hinkelbein,
- Die Nachtigall von Igor Strawinsky.[11]

Der zeitgenössische Komponist Lou Harrison verwendete in manchen seiner Werke neue pentatonische Skalen.

### Gospel und Blues
Dur-Pentatonik bestimmt einige Gospels in Nordamerika, etwa das afroamerikanische Swing Low, Sweet Chariot und das schottische oder irische Amazing Grace.
Die Sprachmelodik westafrikanischer Völker ähnelt der Moll-Pentatonik, auf der die Bluestonleiter beruht. Diese enthält zusätzlich eine flatted fifth (verminderte Quinte), die die identischen Hälften der Skala (von unten: kleine Terz, Ganztonschritt) mit einem chromatischen Halbtonschritt verbindet. Die Bluestonleiter kommt in fast allen Formen moderner Rock-, Pop- und Jazzmusik vor.

### Rock und Pop
Da pentatonische Melodien auf einer Gitarre leicht auffindbar und spielbar sind, werden sie von Anfängern oft als erstes gelernt. Da potentielle Spannungstöne fehlen, ist Pentatonik auch zur Improvisation gut geeignet. Berühmte Gitarrensoli, wie zum Beispiel aus der Guns-N’-Roses-Coverversion von Knockin’ on Heaven’s Door, verwenden pentatonisches Material. Das Titelthema des Songs Perfect Strangers (aus dem gleichnamigen Album „Perfect Strangers“) von Deep Purple ist ein schönes Beispiel für reine Moll-Pentatonik.

### Jazz
Dur- oder Moll-Pentatonik prägt zum einen teilweise die Themen einiger Jazzstandards: zum Beispiel Afro Blue, Mercy, Mercy, Mercy, Summertime, Take Five und Watermelon Man. Zum anderen dient sie in der Jazzimprovisation dazu, „trotz atonal oder dissonant erscheinenden Tonmaterials die Verbindung zur Konsonanz nicht zu verlieren“. In John Coltranes Giant Steps etwa hilft sie, die komplexe und rasch wechselnde Harmonik durch einfache Melodik auszugleichen und die Verbindung zwischen den entfernt verwandten Kadenzklängen hörbarer zu machen.
In der heutigen Jazzharmonik werden jedem Akkord mehrere pentatonische Skalen zugeordnet, mit deren Tönen darüber improvisiert werden kann. Man kann z. B. über den Akkord C6/maj9 (C, E, G, A und D) eine C-, G- oder sogar D-Dur-Pentatonik spielen und damit jeweils andere Zusatztöne zum C-Dur-Dreiklang hervorheben. Dies hilft auch, sogenannte avoid notes (verbotene Töne aus der zum Akkord gehörigen heptatonischen Tonleiter, hier: F) in der Improvisation zu vermeiden. Der in der G- und D-Dur-Pentatonik fehlende Grundton C wird als Vorteil empfunden, da so mehr Spannungen und Klangfarben im Verhältnis zu Basston und Begleitakkord entstehen. Auch dazu absichtlich dissonante Pentatonik – etwa Des-Es-F-As-B über C-Dur – wird verwendet (out), weil die Melodik wegen der einfachen Intervallfolgen in sich nachvollziehbar bleibt und die Dissonanz durch Rückung um einen Halbton nach unten leicht wieder aufgelöst werden kann.
Ein Dominantseptakkord wird im modernen Jazz beim Begleiten (comping) oft mit weiteren Zusatztönen (options) über der Septime angereichert. Um dazu passend zu improvisieren, mit dem Harmoniegeber zu kommunizieren und dessen Akkordwahl mitzubestimmen, haben Jazzmusiker einzelne Tonstufen der Durpentatonik um einen Halbton erniedrigt („alteriert“) und so neue, künstliche pentatonische Modi geschaffen. So kann man über einem C7-Akkord (C, E, G, B) mit der Pentatonik C-Dur-♭II (C, Des, E, G, A), Es-Dur-♭II (Es, E, G, B, C), Ges-Dur-♭II (Ges, G, B, Des, Es) oder A-Dur-♭II (A, B, Cis, E, Fis) sowie D-Dur-♭VI (D, E, Fis, A, B) oder As-Dur-♭VI (As, B, C, Es, E) improvisieren und damit jeweils verschiedene mögliche Zusatztöne zum C7-Akkord hervorheben.

## Gitarren-Griffbilder

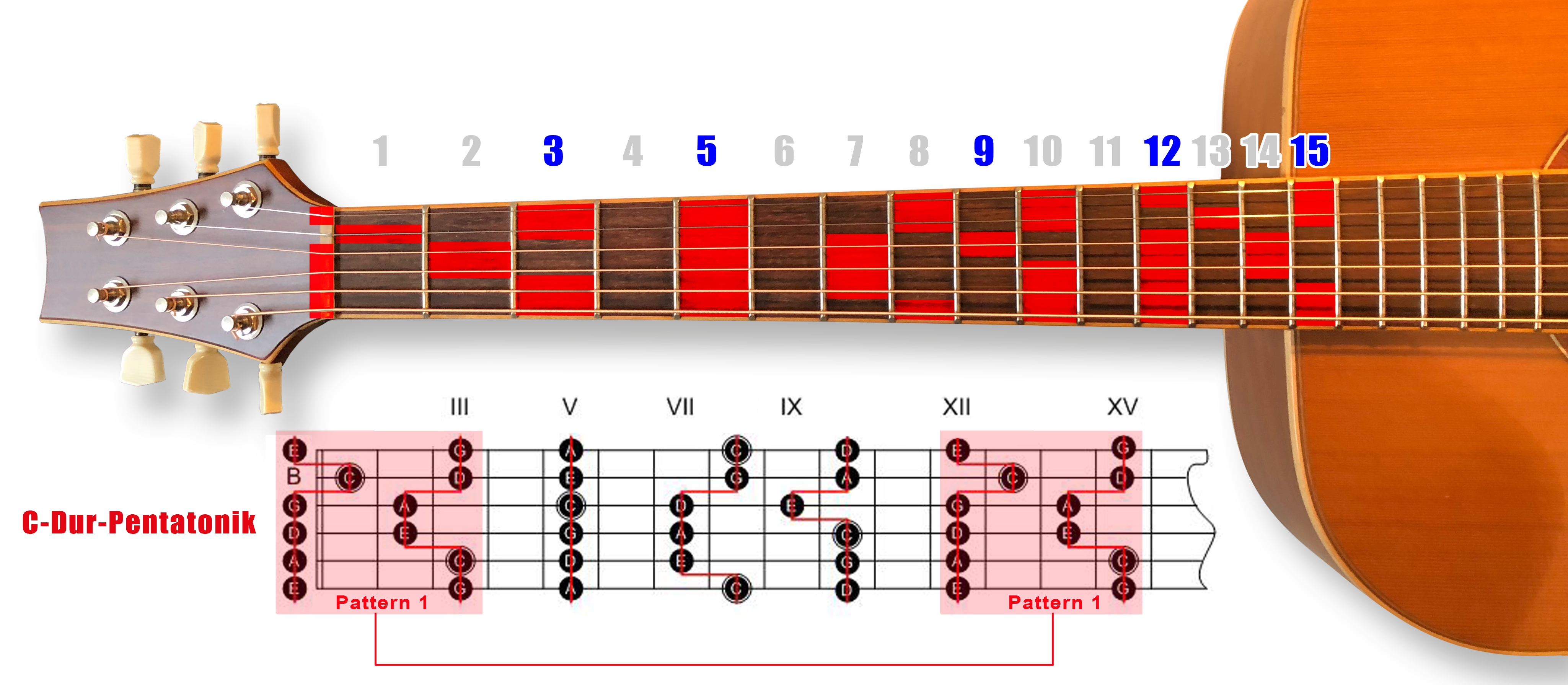
Darstellung der Pentatonik (hier C-Dur / a-Moll) auf der Gitarre mit der Wiederholung der Pattern nach einer Oktave

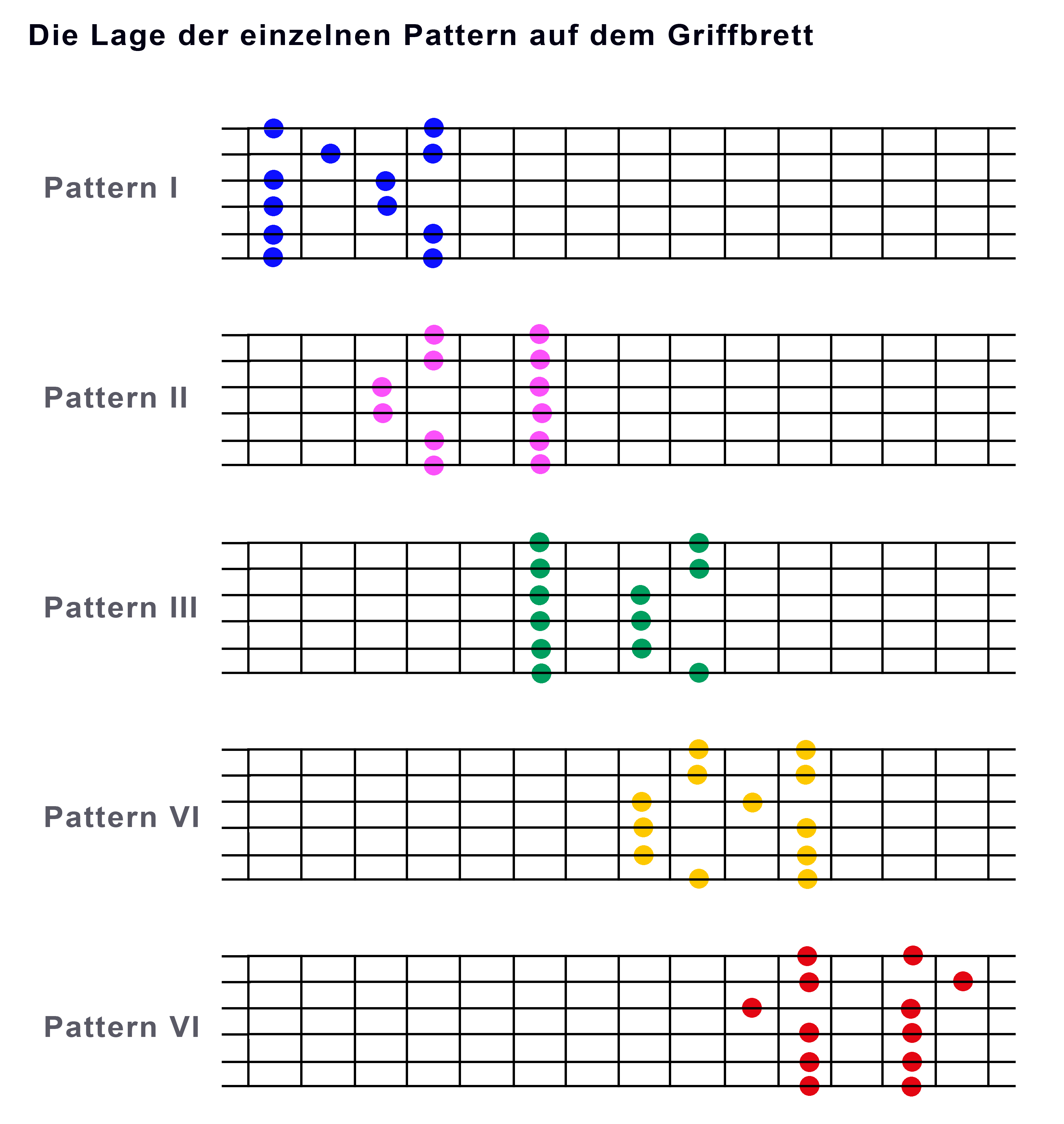
Schematische Darstellung: Die Lage der einzelnen Pentatonik Pattern 1–5 auf dem Griffbrett einer Gitarre

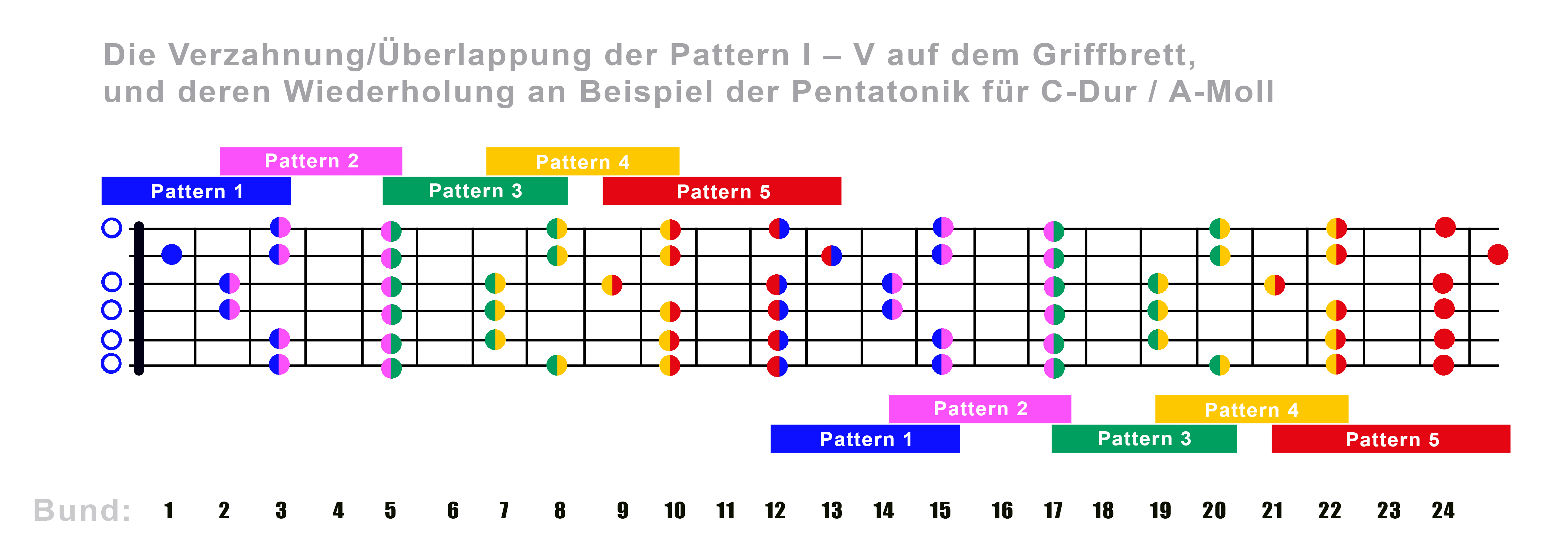
Verzahnung und Wiederholung im Pentatoniksystem (hier C-Dur / a-Moll)

Das Pentatonik-System auf der Gitarre setzt sich aus einzelnen Griffbildern – insgesamt fünf – (auch als „Pattern“ bezeichnet) zusammen, die einen bequem zu spielenden Fingersatz bilden. Diese fünf „Pattern“ sind auf dem Griffbrett miteinander verzahnt, überlappen sich also. Durch Verschiebung des gesamten Systems (ohne Veränderung) auf dem Griffbrett entsteht ein Tonart-Wechsel. In den hier gezeigten grafischen Beispielen wiederholt sich das Pattern 1 nach einer Oktave (auf dem Griffbrett im zwölften Bund).